# Une histoire immortelle
Pour plus de détails, voir Fiche technique et Distribution.
Une histoire immortelle (The Immortal Story) est un film franco-britannique réalisé par Orson Welles pour la télévision française. Il est tourné en 1967 et diffusé en 1968.
À l'étranger, le film connaît une exploitation en salles de 1968 à 1972 (Allemagne de l'Ouest, États-Unis, pays d'Europe du Nord, Espagne et Portugal, Amérique du Sud...).

## L'histoire
À la fin du XIXe siècle, Charles Clay, un riche marchand américain du port de Macao qui pressent la fin de son existence, paye deux inconnus pour réaliser une vieille légende : un pauvre marin aurait reçu cinq guinées d'or ainsi qu'un copieux repas en échange d'une nuit d'amour avec une jeune fille de 17 ans. Les deux amants qui se découvrent dans la chambre nuptiale s'abandonnent l'un à l'autre mais au petit matin, un dénouement ironique empêchera Clay de tirer pleinement satisfaction de sa mise en scène. Malgré l'effronterie sacrilège du vieil homme, la légende intemporelle lui survivra…
Cette histoire est tirée d'une nouvelle de Karen Blixen intitulée L'Éternelle Histoire qui se trouve dans le recueil Le Festin de Babette, Paris, Gallimard, 1958.

## Fiche technique
- Titre original : The Immortal Story
- Réalisation : Orson Welles
- Scénario : Orson Welles et Louise de Vilmorin, d'après une nouvelle de Karen Blixen
- Musique : Gnossienne no 3 d'Erik Satie interprétée par Jean-Joël Barbier, Gymnopédie no 1 d'Erik Satie interprétée par Aldo Ciccolini
- Directeur de production : Marc Maurette
- Image : Willy Kurant Eastmancolor
- Montage : Yolande Maurette
- Genre : drame
- Durée : environ 58 min

(2 versions alternatives : 47 min (TV française) / 62 min États-Unis)
- Année de production : 1967
- Première du film à la télévision : en  France le 24 mai 1968
- Sortie du film en salle :  Allemagne de l'Ouest : 9 août 1968

## Distribution
- Jeanne Moreau : Virginie Ducrot
- Orson Welles : M. Charles Clay
- Roger Coggio : Elishama Levinsky
- Norman Eshley : Paul, le marin
- Fernando Rey : le marchand

## Autour du film

### Versions du film
Welles a tourné simultanément deux versions du film :
– l'une en anglais (version la plus courante et la plus complète du film d'une durée de 58 minutes) ;
– l'autre en langue française (version écourtée d'une durée 47 minutes, plus rarement diffusée) destinée à la télévision française.
Une version alternative de 62 minutes a été éditée pour la première américaine du film. Cette version est diffusée sur la chaîne câblée TCM (Turner Classic Movies).
Dans la version française, c'est l'acteur Philippe Noiret qui double la voix de Orson Welles.

### Mise en scène
La facture visuelle, l'ambiance musicale (la Gnossienne no 1 d'Erik Satie, très présente), la permanence de la voix off superposée à l'action, ainsi que le rythme contemplatif, donnent au film un aspect irréel, assez mental et onirique. Ils ne sont pas, non plus, sans évoquer la dimension funèbre du récit et la mélancolie des personnages.
Les voiles et les miroirs constituent des leitmotivs visuels renvoyant à la thématique de l'illusion et de la fiction.
L'ensemble de ces éléments rend sensible un sentiment d'intemporalité, de suspension ou de flottement, qui répond au titre du film : « une histoire immortelle ».

## Production
Deux jours après le début du tournage, Orson Welles contacte Willy Kurant, chef opérateur qui a à l'époque une certaine notoriété pour avoir fait l'image du film de Jean-Luc Godard Masculin féminin car il est mécontent du travail de son propre chef-opérateur : celui-ci, terrifié par Welles travaille de manière trop académique. Les deux hommes se rencontrent dans la chambre d'hôtel du réalisateur (ce dernier portant un pyjama rose et fumant un cigare) et Welles est convaincu par les propositions de Willy Kurant concernant la lumière et la couleur. Le chef opérateur lui propose en effet de jouer non sur le contraste des valeurs (le sombre et le clair) mais de travailler sur le contraste des couleurs. Par ailleurs, puisqu'il s'agit de l'adaptation d'une nouvelle, Kurant a essayé d'adopter « un style doux, un style de nouvelle », avec des couleurs très saturées.